# Dévorah (ruisseau)
Le Dévorah ou bief du Dévora est un ruisseau français qui coule dans le département de l'Ain, dans la région Auvergne-Rhône-Alpes. C'est un affluent de rive droite de la Reyssouze, (sous-affluent du Rhône). Ce modeste cours d'eau traverse et alimente plusieurs écosystèmes abritant des espèces protégées dans des zones humides au cœur de la ville de Bourg-en-Bresse qui font l'objet de mesures de suivi et de conservation.

## Étymologie
Le cadastre napoléonien consultable en ligne sur le site des archives de Bourg-en-Bresse[réf. souhaitée] mentionne les prés du Dévoret sur la zone humide appelée actuellement marais du Dévorah.

## Géographie
Le Dévorah naît de suintements dans les graviers d’une terrasse fluvioglaciaire à l'ouest de Saint-Just (canton de Ceyzériat), à 243 m d’altitude, en plaine de Bresse. Il traverse des zones humides de grande importance floristiques et faunistiques (pré de Maison ou marais de la Chagne ou de l’Alagnier), prés du Dévoret (marais du Dévorah ou de Tirand). Il se jette dans le canal de Loëze, bras de la Reyssouze à Bourg-en-Bresse, en amont du pont de l’avenue des Sports à 220 m d'altitude environ et après 2,9 km.

### Commune et canton traversés
Dans le seul département de l'Ain, le Bief de Dévora traverse une seule commune, Bourg-en-Bresse, dans le canton de Bourg-en-Bresse-1, dans l'arrondissement de Bourg-en-Bresse.

### Bassin versant
Le Bief de Dévora traverse une seule zone hydrographique La Reyssouze du Clairtant au Jugnon (U401) de 152 km2 de superficie.

### Organisme gestionnaire
L'organisme gestionnaire est le Syndicat du bassin versant de la Reyssouze (SBVR).

## Affluent
Le Bief de Dévora n'a pas d'affluent référencé Donc son rang de Strahler est de un.

## Aménagements et écologie